# 渋谷黎子
渋谷 黎子（しぶや れいこ、1909年〈明治42年〉6月24日 - 1934年〈昭和9年〉9月16日）は、日本の農民運動家、社会運動家、女性活動家。夫は同じく農民運動家の渋谷定輔。福島県伊達郡粟野村（後の伊達市）出身。出生名は池田 ムメ、または池田 ウメ子、池田 ウメ、池田 梅、池田 梅子。結婚後の別名は渋谷 ムメ、土方 黎子。
財産家に生まれて何不自由ない暮しを送りながら、そのすべてを捨てて出奔し、昭和初期の農民運動に挺身し、特に農村婦人の組織化に尽力した。全国農民組合の支部結成に係る弾圧を受けた末に、満25歳で死去した。

## 経歴

### 少女時代
粟野村屈指の地主のもとに、五男五女の四女（第7子）として誕生した。実家は岡山藩の池田一族の直系とも言われ、養蚕業の盛んな伊達地方にあって、広い桑田を持ち蚕種の製造販売も行う、非常に富裕な家であった。当時の庶民にしてみれば、貴族も同然の家といえた。この境遇に安住していれば、世間的な意味においては黎子は平安で幸福な生涯を送ることができるはずであった。
当時のこのような家では、家長は酒色にふける傾向があり、黎子の父もまた例外ではなかった。次兄が営む梁川町（後の伊達市）の雑貨屋のすぐそばに割烹旅館があり、黎子の父はここに頻繁に通っていた。この割烹旅館の養女である本間清（後の社会運動家・奥谷松治の妻）が、小学校時代からの黎子の友人であったため、黎子は酒色に溺れる父の姿を、幼くして頻繁に目にすることになった。昼間から酒や女遊びに現 (うつつ) を抜かす父に対し、黎子は当時から不満を抱いていた。
小学校を優等で卒業後、姉たちが福島高等女学校（後の福島県立橘高等学校）へ入学する中、自宅から約2キロメートル離れた梁川町立実科高等女学校（後の福島県立梁川高等学校）へ入学した。これには、独身である先述の次兄の身辺の世話をしてほしいとの、両親の希望のためであり、兄の店を手伝いながら通学した。

### 女学校時代〜苦悩から思想へ
女学校へ入学後、黎子は社会科学の研究に精進した。この在学中より黎子は、身を粉にして働く小作人たちと父とを比較せずにはおられず、自分たちの豊かな生活が小作人たちの過酷な労働の上に成り立っていることを感じていた。先述のように放蕩と贅沢三昧を尽くす父、それに耐え忍ぶ母という家庭の姿に義憤を抱いてもいた。
1924年（大正13年）頃より、そうした苦悩の解決の道を、社会主義思想に求めた。中でも特に、資本家対労働者、地主対小作人という構図を説くマルクス主義は、当時の現実を理解するのに役に立った。後に夫となる渋谷定輔宛ての手紙においても、黎子は「女学校3年からマルクス主義一点張り」と語っている。
先述の本間清とは女学校でも同級生となり、互いの家を行き来する仲となり、やがて親友同士となって思想的にも共鳴した。本間の姉の田川とみ子が、当時の福島県で最も活発な社会主義運動指導者とされる柿本四郎の妻であることから、黎子はこの本間の影響により社会主義に触れたとも見られている。また、友人を通して政治新聞である『無産者新聞』を読み、それまでの生活では知る由もない日本国内外の情勢、福島県内の労働者、農民闘争などの知識を得た。他に『赤旗』などを密かに購読し、それを友人たちに配布もした。時には自室で本間と共に、密かに政治新聞を読み、自分たちの生き方について議論し合った。1925年（大正14年）には社会主義思想を多く掲げる雑誌『改造』を初めて購入した。後に黎子の弟は、彼女の兄や姉が同誌を読んでいた影響で、黎子も読み始めていたと証言している。両親の目を盗んで、無産政党である労働農民党の演説会を聞きに行ったり、渋谷定輔の詩集『野良に叫ぶ』に刺激を受け、別学校の社会科学研究会と接触することもあった。謄写版サークル雑誌『雑音』を主宰して時事問題などを扱い、その記事に警察官吏を刺激する内容があったために警察署による取り調べを受けたこともあり、この誌は特別高等警察（特高）により禁止させられて終わった。プロレタリア文学の代表的な雑誌である『戦旗』を友人から譲り受け、特高に呼び出されて始末書を書かされたこともあった。
黎子は社会主義思想に触れながら、家族や親戚たちの富裕な生活に疑問を抱き、自己の存在や社会構造の変革を模索し始めた。やがて、自分は家を出て農民解放に立ち上がる道しかないと考え始めた。折しも第一次世界大戦後の不況、および大手製糸会社が養蚕業に進出してきたことで、家業が傾き始め、父がその苦しみから逃れるために遊興にのめり込んでいたため、黎子の家に対する反発心はさらに強くなった。もっとも家業が傾いたといっても、未だに年に約350俵もの小作米が上がっていたといい、当時はまだかなりの富裕だったと見られている。

### 女学校を卒業後

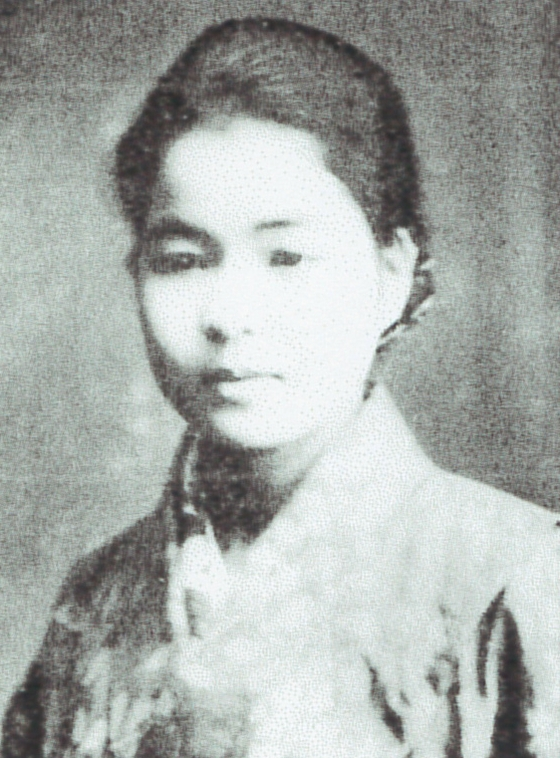
結婚前の福島県在住当時の渋谷黎子

1926年（大正15年）3月に女学校を卒業後は、家事手伝いが日常となった。家事手伝いのほか、母に裁縫の手解きも受けていた。一見すると平穏な日々であったが、黎子の心中では、自身の抱いている思想と、安穏とした毎日とが、矛盾となって広がり続けていた。
財産家に嫁いだ長姉は、家業が完全に破綻する前に黎子を富裕な家に嫁がせることが、黎子と家の幸福のためと信じ、縁談を次々に持ち込んだ。母や姉が黎子の思想を知り、黎子を結婚させることでそうした思想から遠ざけようとしたとも見られている。黎子はどの縁談も断り続け、母を親不孝者と嘆かせた。当時の富裕層の女性が、条件の良い相手と見合いして結婚するのが一般的な時代にあって、黎子は敢えて見合いを拒絶し、家事手伝いの生活に甘んじた。特に、財産を第一条件とする結婚話を最も嫌っていた。
友人のいた学生時代と違い、社会科学を語る仲間を欠き、思想のままに行動することもできなくなったことから、黎子は心労に陥った。日記には白髪がひどく増えたことが記されており、妹から「姉は気が狂ったのではないか」と心配されるほどだった。後の上京後の日記には、過去を回想して「虚無に襲われて自殺を計った〔ママ〕」「私は東北におれば自殺する外はなかったのだ」とある。
当時の愛読書に、ドイツ社会民主党(SPD)の創設者の1人であるアウグスト・ベーベルの『婦人論』や、ソビエト連邦の革命家であるナデジダ・クルプスカヤが夫のウラジーミル・レーニンについて著した『レーニンの思い出』がある。黎子はそれらの感想について、前者を「ベーベル夫妻は何と美しかったことか」、後者を「大いに感ずるところあり」と述べている。
1926年5月、黎子は無産者たちの苦しみを強く訴える詩『悲しき揺籃 蚕期農村の子供のこと』を書いた（後述）。この頃には、労農党系列下の無産婦人団体である関東婦人同盟に加入し、雑誌『婦人運動』への投稿も行なっていた。無産者の中でも特に、無産婦人運動に強い関心を寄せていた。

### 渋谷定輔との出逢い
1927年（昭和2年）、渋谷定輔が講演のために東北地方を回っており、黎子は福島での講演会に聴衆として参加した。黎子は先述の通り、すでに定輔の『野良に叫ぶ』を読んでいたこともあって、その講演内容に非常に感銘を受けた。
定輔が『婦人運動』の寄稿者だと知って親近感を抱いたこともあり、同年末より定輔と文通を始めた。黎子が定輔に手紙を送ったことが、文通のきっかけとなった。文通の中で黎子は、政治的抑圧による緊迫した状況下で定輔の安否を尋ねたり、自分の現況や苦悩を打ち明けて相談したり、家柄に拘る実家から脱出し、職業婦人となって新たな生き方を捜すことの望みを打ち明けるなどしていた。また、村の貧しい農民たちの生活は『野良に叫ぶ』とまったく同じにもかかわらず、農民たちの解放を真剣に考えて運動する者が皆無だと訴えてもいた。当時の定輔は、農民自治運動の解体後、新しい農民運動の展開の準備に明け暮れ、統一戦線を模索する最中にあった。この統一戦線の模索は頻繁に、2人の文通の共通のテーマとなっていた。文通の際は、黎子があらかじめ定輔宛てに、差出人を女性の名前とした封筒を何通も送っており、定輔はその封筒を用いて黎子に返信するという、慎重な方法がとられた。
1928年（昭和3年）7月頃より、文通は頻繁になった。文通が進むにつれ、黎子は定輔に「こんなに手紙を送っているのに返事を書いてくれない」と恨み言を書き、その直後に「あなたは多忙だから仕方ない」と書き、恨み言を取り消すといった具合に、次第に定輔に傾倒していった。この頃、黎子は社会主義思想で検挙されたこともあり、長姉は黎子に、そうした思想を持つなら家を出るようにと怒りつけていた。
同1928年9月に定輔から黎子へ、農民自治会の脱退時に農民運動家の竹内愛国に宛てた「訣別する旧同志への書簡」が送られてきた。これは定輔の農民運動の総括ともいえる原稿用紙18枚の長文であり、原本と複写の2部しか存在しない内の複写を黎子へ送ったものであり、自分の心情を吐露するために送られたものと考えられている。黎子はこれに感銘を受けると共に、定輔の思想に共感した。9月5日付の定輔宛ての手紙では「この生きる道が私に見つからなかったら、私はすでに、女学校三年の時に自殺したかもしれないのです」と述べており、これが生涯の方向を決定する転機となったと見られている。
同1928年11月、定輔との出逢いの機会が訪れた。当時の定輔は特高により「思想特別要視察人」として認定されていたことから、宮城県白石町（後の白石市）に潜伏しており、黎子の指定した待合せ場所である梁川駅（福島電気鉄道）に、朝9時頃に到着した。黎子は生憎、当日が自宅での見合いの日になってしまい、何とか抜け出して梁川駅へ向かう旨を、定輔に伝えていた。しかし黎子は一向に現れず、定輔は猛吹雪の中、駅舎で昼食もとらずに黎子を待ち続けた。定輔の帰りの最終バスの時刻である16時頃に、ようやく黎子が現れた。しかし家の女中が同伴していたため、一言も言葉を交わすことができず、駅舎の中で目で挨拶のみした後、黎子は何事もなかったかのように吹雪の中を帰っていき、定輔も最終バスで帰途に就いた。その頃の池田家では、黎子が見合いの最中に突然にして姿を消したことで大騒ぎになっていた。数日後に黎子は定輔宛ての手紙で、見合いによって到着が遅れたことを詫び、結婚によって自分を奴隷化する家との戦いへの協力を求めた。
同11月、黎子は粟野村で定輔と出逢い、2人きりで林道を歩いた。会話の内容は甘いものなどではなく、農民運動についての話し合いであり、農民運動における全国的な統一戦線の結成こそが緊急の任務として2人の意見は一致した。付近の労務者たちから冷やかしの声を浴びたが、当の2人には恋愛や結婚などの意識はなく、手を握ることすらなかった。この出逢いを通じて黎子は、定輔の人間性を再認識し、全幅の信頼を置くに至った。

### 社会運動への志願
黎子は定輔との出逢い以来、家庭に留まること、強制的に結婚させられることに、さらに苦痛を感じ始めた。そして、東京市（後の東京都）で働き、社会運動の実践に参加したい、可能ならば定輔の『野良に叫ぶ』の出版社である平凡社で働きたい、との意志を強くした。しかし姉の1人（三女）が家を呪い、文学修行と称して文学青年と共に出奔していたため、自分も家を出れば母を悩ませると思い、行動に移ることができずにいた。その姉からは「私を助けると思って、私の真似をしないでほしい」と懇願されていた。
先の定輔との出逢いにより、平凡社の当時の社長の下中弥三郎は定輔の師であり親交があると知ったことで、黎子は下中に上京の希望と就職斡旋の依頼の手紙を書いた。また、『婦人運動』に寄稿していたことから、同誌主宰者である婦人運動家の奥むめおにも同様の手紙を出した。同年2月に奥からの依頼により、雑誌『婦人運動』2月号に、「長沼 朝」のペンネームで手記「農村婦人の一日」を寄稿した。この中で黎子は、自分がプロレタリアートの娘として生まれた方がどんなに良かったかと述べている。当時、社会運動家の山本宣治が殺害されたことも、黎子に衝撃を与え、生活を新たにしたいとの意志を強くすることとなった。
同2月に、奥むめおから黎子宛に返事が届いた。上京そのものには大体賛成だが「家族の了承が得られれば」とのことだった。続いて2月9日、奥から黎子の兄宛に手紙が届いたことを機に、家族に上京の希望を打ち明け、その許しを求めた。父や兄や姉たちは渋々ながら了承したものの、母は出奔した三女のこともあって猛反対であり、一旦は挫折せざるを得なかった。苦悩のあまり、3月には高熱と嘔吐感に襲われ、数日間にわたって病床に伏せた。
4月19日から27日にかけ、雑誌『改造』の懸賞論文への応募を目指し、地主家族としての生活の自己清算を試みた論文として、原稿用紙47枚にわたる「寂莫を超えて」を書いた。内容は、自身の寂莫を科学的に究明し、その正しい解決を求めようとしたものだった。

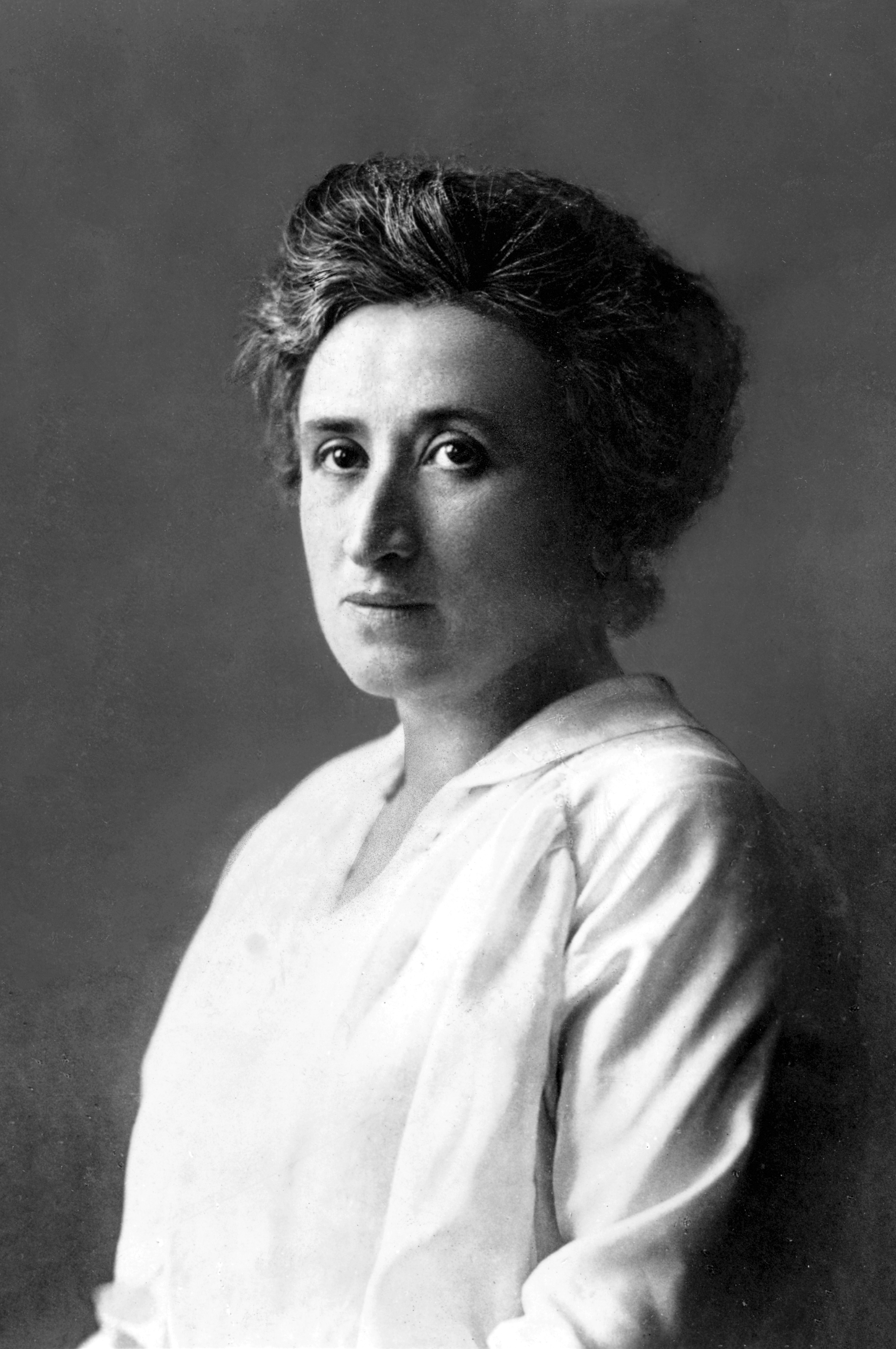
ローザ・ルクセンブルク

失意と苦悩の日々と戦うように、黎子はカール・カウツキーの『資本論解説』や『弁証法唯物論』といった社会主義関連の書籍、『婦人運動』『中央公論』『改造』『経済往来』などの雑誌を読み漁った。また、ドイツの女性革命家であるローザ・ルクセンブルクを偉大な女性として尊敬し、自身もローザのような母親になることを望んでいた。

### 上京
黎子は、家にいる限り自分の苦悩を解決できないと考え、ついに実行に移ることを決心した。1929年（昭和4年）8月、故郷との決別としての感想文「秋を想う」を書いた。生まれ育った環境を捨てて生活を転換する日を、「国際無産青年デー」にあたる9月1日と定め、同日、家出同然で上京した。
定輔は交通費不足で福島まで迎えに行くことができず、上野駅で黎子を迎えた。駅で出逢ったとき、黎子は着の身着のままで、荷物はハンドバッグと小さな風呂敷包み1つ、風呂敷の中身は愛読書の『婦人論』、ローザ・ルクセンブルクの著書『ローザ・ルクセンブルクの手紙』、カール・マルクスの『資本論』、その書の訳者である高畠素之の著書『資本論解説』のみであった。
上京後の黎子は定輔の紹介により、プロレタリア児童文学運動にも関った児童作家の川崎大治夫妻の住む、東京市杉並区阿佐ヶ谷の家に身を寄せた。川崎大治と池田みわ子の夫妻の好意と厚情により、初めて郷里以外の土地で暮らす黎子の心は和まされた。特にみわ子は、かつて黎子が投稿した『婦人運動』の編集者でもあり、同じ志の持ち主として心を許すことのできる相手であった。川崎の家は定輔の非合法活動における中心的なアジトでもあったため、黎子と定輔が顔を合わせる機会も多かった。
同1929年10月、下中弥三郎の好意により、黎子は平凡社の編集局庶務係に勤めることができた。11月には川崎大治の四谷塩町（後の新宿区四谷本塩町）への移転に同行した後、同月に定輔の伝手 (つて) で独立し、東京市外野方町にある教育運動家の池田種生の家の2階を住居とした。もっとも就職は自活の手段にすぎず、上京の目的はあくまで社会運動であった。
当時の定輔は、陸軍の火工廠設置の反対運動を進めていた。秋には黎子も平凡社での仕事の傍ら、休日には彼と共にその運動に参加し、農民運動の救援活動にも参加した。また、平凡社の当時の月給15円の一部を定輔の活動費として、彼を支持した。

### 定輔との同居〜結婚
1929年末、定輔が埼玉県内の農民組合の合同を実現し、全国農民組合埼玉県連合会（以下、全農埼玉県連と略）を組織した。当初の事務所は埼玉県入間郡南畑村（後の富士見市）にある定輔の実家であり、不便を強いられていた。組織強化のためには、県庁所在地である浦和町（後のさいたま市）に事務所を置く必要があったが、資金難により実現の見通しが立たずにいた。一方で黎子は、職業婦人になるだけでは労農戦線への参加にはならず、実践運動を望んでいた。定輔の事務所移転案を知った黎子は、自分の月給で浦和に家を借り、そこから平凡社へ通勤すると共に、家を事務所として提供した。
1929年12月に、全農埼玉県連の事務所が開設された。家賃は12円であり、当時は不景気もあって金銭的にかなりの負担となったが、黎子は不満を漏らすこともなく家賃を払っていた。一方では黎子の月給で事務所を運営することに対し、全農埼玉県連の、主に青年部などから「組織に基盤をおかない運営」との批判もあった。
定輔は同1929年5月から全農埼玉県連の書記長を務めていたため、事務所に常勤し、結果として黎子と同居する形になった。当時、思想的にも運動的にも同志である独身男女2人が同居ということで、特高が近所に貼り付いて24時間にわたって監視されることになった。
当時、社会主義運動の男女の同志が、警察の監視から逃れるために夫婦のように生活することが「ハウスキーパー問題」と呼ばれて中傷の的になっていたが、2人はそうした考えは断固として反対であった。この中傷の解決の狙いもあって、翌1930年（昭和5年）元旦、定輔と黎子は結婚した。結婚の祝いは、正月の雑煮のみであった。
結婚に際し、名を「黎子」と改名した。家を出て以来、一切をゼロから出発するとの意思で「零（れい）」の名を名乗っており、結婚を機に「新しい夜明け」の意で、「黎明」の「黎」を生かして名乗ったものである。「『零』では男か女かわからないので、運動において女だとわかりやすく、親しみを持たれるように」との定輔の助言もあった。
この2人の結婚は、朝日新聞で「闘士のロマンス」としていち早く報じられ、紙上では「大地主の娘さんが小作人の子と結婚」「『野良に叫ぶ』の渋谷君に恋の華、何が彼女をさうさせたか」と、3段抜きの見出しの記事が掲載された。この記事ではもっぱら、黎子がなぜ貧農出身である定輔のもとに嫁いだかに重点を置かれており、こうした結婚が当時は例外的であったことを示している。
結婚式も新婚旅行も考えになく、式の代りとして1月18日に、日本全国の同志たちに宛て、2人連名で「結婚についての声明書」を送った。二千字を越えるこの声明の中では、日本国内外の情勢に触れられており、階級対階級の闘いが激しさを増す中、自分たちは支配階級と全力で戦わなければならないことなどが述べられていた。奇しくも満州事変の前年のことであった。この声明書には、社会運動者の結婚を貶めようとする支配権力への抗議を込める意味もあった。
結婚声明通り、黎子は平凡社勤務の給料で定輔との運動を支え、平日は平凡社へ勤務、夜間と休日は農民運動に没頭した。定輔が1930年6月に全農埼玉県連へ提出した「私の生活費及び運動費に就ての報告書」によれば、夫妻の収入は、黎子の月給である25円が唯一の定収であった。定輔の雑誌社からの原稿料や、同志の支持もあったが、それは不定期の上に少額で、結婚生活は厳しかった。諸々の出費を差し引いた生活費は毎月10円程度であり、家賃の支払いに事欠くこともあった。同年5月の日記では、13日の時点で「今月はあと1円20銭きりしか使えない」とある。食事では定輔の実家から屑米や食材を分けてもらうことで凌ぎ、副食はほとんど味噌汁と沢庵のみ、たまに煮干しが出る程度だった。サンマや目刺がご馳走の部類で、イワシ1匹が食べられる日も稀だった。大根おろしと削り節を混ぜた飯だけを「プロレタリア栄養食」と称して食べることも頻繁にあった。夏季でも夏服を買うことができず、黎子は日記に「汗まみれになって困る」と書き残している。後には脚気を患い、1本60銭の注射も経済的負担となった。しかし定輔の後の談によれば、自分たちの闘いのための生活であるため、苦労は微塵も感じていなかったという。黎子もまた、先述の衣服のことなどを日記に書きながらも、それを小さな悩みとして自己批判し、常に自分を鼓舞しながら耐乏生活を続けていた。
同1930年4月、黎子は定輔と下中弥三郎と共に、上京中の兄と会食し、兄が実家を代表する形で一応、結婚を了承する旨の表明を告げた。これは実家が結婚を認めたというより、諦めたものともいわれる。

### 埼玉県での農民運動
同1930年4月、全農埼玉県連の拡大執行委員会により、専門部として婦人部の新設が決定された。黎子は推薦により、その責任者となった。以後の黎子の活動は、埼玉県が中心となった。
折しも1929年からの世界恐慌の日本への波及、1930年から始まった昭和農業恐慌の影響で、農家経済は悪化の一途を辿り、日本各地で小作争議が頻発していたことで、定輔の活動は多忙を極めていた。同1930年5月1日、黎子は定輔と共に埼玉県北足立郡川口市（後の川口市）で第3回メーデーに参加した。当時は全農埼玉県連のメーデー参加は拒否されていたが、黎子は定輔や全農の青年部と共に非合法で参加し、定輔ら3人と共に検束された。黎子にとっては初のメーデー参加であると同時に、当地にとって初の女性参加でもあった。これにより黎子を、埼玉勤労婦人の先駆者と呼ぶ声もある。
同1930年6月には、全農埼玉県連の初代婦人部長に就任した。その業務への専念のために、翌7月に平凡社を退社した。定収は途絶えたが、別の収入の宛てがあるわけでもなく、収入は埼玉県連の会費と同志たちからの寄付のみとなった。生活はさらに厳しさを増したが、定輔と黎子の意志は揺るぐことはなかった。
以降の黎子は農民運動に奔走し、特に農村婦人の組織化に力を入れた。埼玉県中を自転車で駆け回り、あらゆる農民の集会と農民闘争に参加していた。浦和の自宅を同志が訪ねた際には、定輔が彼らの質問に答えた後、彼の説明不足や難解な箇所を黎子が補うなど、同志たちの理解にも努めた。この頃には互いを「渋谷さん」「黎子君」と呼び合い、その対等性で同志たちを驚かせると共に感心させた。
同1930年夏、悪化した脚気の療養のため、8月中旬に粟野の実家に約1ヶ月滞在した。上京以来、初めての帰郷であった。この帰省は先述の通り、家族に結婚の一応の了承を得ていたことで可能となったものだった。同8月、定輔が埼玉県大石村の小作料闘争の際、警官たちとの乱闘で頭を負傷した。その傷は後に何年にもわたって手術が必要になるほどの重傷であり、それまでの過労もあって回復が捗らず、長期治療を要した。そのため、黎子は療養を切り上げ、9月23日に夫妻で南畑の定輔の実家に転居した。これは県連の事務所を熊谷町（後の熊谷市）へ移転する計画のためでもあった。
定輔の実家は自作兼小農業を営み、約1.1ヘクタールの所有地と約1ヘクタールの小作を加えて生計を立てる農家であった。定輔が治療に専念する一方、黎子は「どんなときでも夫に代って闘争の旗を進めなければならない」と考え、実家の家族と共に家事と農業で定輔を支えた。黎子は農業に足を踏み入れたものの、富裕層育ちのために最初は野良着の着方すら知らず、身支度には定輔の家族の手を借りなければならなかった。南畑は低地に位置するため、定輔の家の田は湿田であり、田に蠢くヒルに襲われぬよう股引をしっかり着こまなければならないところが、着方を誤っていたため、生まれて初めて田に入って早々に、ヒルに噛まれて悲鳴を上げる始末だった。しかし有数の養蚕地帯出身だけあり、母仕込みの桑摘みだけは上手で皆を感心させた。やがて「私よ、強くなれ」と常に自分を鼓舞した黎子は、農作業で汗を流す内に、日に焼け、見違えるように逞しくなった。黎子は、農作業の体験がなくては農民たちと対等に会話ができないと確信していたこともあり、農作業への従事の喜びを、日記に以下の通り記している。
1931年（昭和6年）2月、定輔が東京の無産者診療所で治療を受けつつ、地下活動に入った。それを機に同月、黎子は全農埼玉県連の婦人部長を辞任し、産婆（助産婦）の修行を始めた。農婦としての生活を通じ、貧しい農村の女性たちが出産時にも産婆にかかることができないことを知って、そうした女性たちを実際に助けながら活動したいとの考えであった。また当時の農民運動は左右分裂状況にあり、定輔が東京で地下活動に専念を強いられていたことから、定輔の荷物にならぬよう、手に職をつけて独立力を持ちたいとの考えでもあった。
県連本部のある熊谷には産婆学校もあったことから、同年4月9日に1人で熊谷に転居し、西田看護婦産婆学校に入学した。これは黎子の人柄を理解した定輔の両親の賛成と、経済的援助によるものであった。転居時は定輔の弟がリヤカーに荷物を乗せて10里（約40キロメートル）の道のりを運び、転居後も定輔の父が快く、黎子に米や味噌、卵や野菜などを届けていた。この4月から5月にかけ、昼は産婆の勉強や農民運動、夜は社会主義の書籍を読みあさる日々を送った。同年夏には農民運動の寄付集めの仕事も担当し、花模様のパラソルをさしてブルジョア娘にカモフラージュし、寄付に回っていた。定輔が負傷の手術を受けたと耳にすれば、学校で教わった療養法を書き送ったりもした。
同1931年8月、一時的に東京に移転。東京の大学に入学した甥（長姉の子）が洗足に家を買ったことから、この甥の家や大崎の定輔のアジトなどで生活した。この間の農民運動では、東京と熊谷の間の連絡役や、寄付集めなどに努めていた。産婆の勉強は、御茶ノ水で水原秋桜子の経営する水原産婆学校に移り、同学校で10月に産婆の資格を取得した。ただしその資格を発揮する機会には生涯、恵まれることがなかった。
同10月に埼玉県大里郡寄居町に転居、同志の1人の家に身を寄せ、婦人部座談会の開催、小作争議の支援や婦人部組織のオルグ（組合への勧誘などの社会活動）を進めた。検挙の恐れもあったため、汚れた着物で変装し、農民運動に奔走した。12月には定輔も寄居に移り、2人で部屋を借り、共にオルグ活動を進めた。関東婦人同盟、労農党にも加盟し、埼玉の農民運動の指導者としての立場に立ち、県連婦人部拡大に尽力した。この寄居でのオルグは、定輔と共での活動ということもあり、黎子にとって初めての本格的なオルグとなった。当時の農民組織の運動は、埼玉は稀に見る盛況ぶりであり、農業家の女性の参加が多いことも特徴であった。この間には、寄居で借りた部屋が、常に川向こうから警察により望遠鏡で監視され、家主に追い出され、別の部屋に移り住むこともあった。
同12月、黎子は同県北足立郡宗岡村（後の志木市）の小作争議に参加した。この頃の体験をもとに同月、『婦人部組織に関する意見書』『農村勤労青年婦人組織について』『宗岡村小作争議の記録』をまとめ、全農埼玉県連に提出した。このほか、農民運動の中における婦人のあり方について考えた『全農埼玉県連婦人部報告書』、全農全国会議の農民委員会の基礎というべき『部落世話役活動』を著した。1932年（昭和7年）1月には比企郡八和田村（後の小川町）で、婦人の組織化に奔走した。
そうした農民運動の一方で、依然として生活は厳しかった。燃料の買い入れにも苦労し、遠方の山へ薪を拾いに行くこともあった。他人の山だと言われて追い返され、1里（約4キロメートル）もある部落所有地まで行って、薪の束を山のように背負って帰ることもあった。後述する遺稿集『渋谷黎子雑誌』にも、「薪拾い姿の黎子さん」と題した追悼文が寄せられている。

### 吉見事件
同1931年の満州事変以来、日本では軍が力を増していた。一方で農民運動は先述の左右分裂により混乱が拡大していたが、1932年（昭和7年）2月に全農埼玉県連の第1回県連大会が開かれるほど、農民運動は活発化していた。黎子もまた寄居転居からこの2月までが、農民運動参加のピークを迎えていた。
同1932年2月2日、埼玉県比企郡西吉見村（後の吉見町）で全国農民組合支部の発会式と記念演説会が開催された。この際に立ち会いの警官による弁士中止、検束が続出し、解散が命じられ、これに約300人の聴衆たちが憤慨し、警察の横暴と同志奪還を叫んだ。このことで、県の特高課の指揮する警官隊約50人が会場に駆け込み、定輔たち幹部全13人が検挙され、大会文書も押収された。
黎子は同日、定輔や同志たちの救出のために、組合員たち約80名と共に熊谷署への道を走り、雪の降る荒川に腰まで浸かって川を渡った。翌2月3日未明に署に押し寄せた黎子たちは、署の付近で警官たちと乱闘となった末、逮捕された。後の定輔の談によれば、黎子は署に詰めかけた組合員たちと共に逮捕されたのではなく、その後の2月3日朝、定輔たち検束者の救援のため、農民婦人たちと共に署に差し入れに向かい、逮捕されたという。さらに同日朝には特高により、県内の全農の活動家の自宅から85名が検挙され、大量の関係文書が押収された。このために全農県連大会は、ついに開催されることはなかった。この1件は俗に「吉見事件」または「西吉見事件」と呼ばれており、定輔は後にこのことを、全農埼玉県連の第1回大会を壊滅させるための計画的弾圧だったと語っている。
逮捕された黎子は、署の2階の剣道場に連行され、警官たちによる拷問に遭った。その内容は、コンクリートに叩きつけられ、髪を掴まれて引きずり回され、全身を泥靴で踏みにじられ、竹刀で乱打され、脚気に痛む脚を蹴り飛ばされ、衣服を剥ぎ取られて体中が血と泥にまみれるという、壮絶なものであった。

### 事件からの釈放後
黎子は逮捕翌日の2月4日夜に釈放され、定輔は吉見事件から1か月以上後に釈放された。定輔が吉見事件での長期留置中に前述の大石村での負傷を悪化させていたことで、彼の看病を続けつつ、寄居を拠点として、同地での活動や埼玉県下での農民闘争にも参加した。
農民運動や定輔の看病の最中、南畑村の定輔の実家にも通って農業を手伝い、農繁期はかなり長期にわたって南畑に滞在した。南畑の黎子は、すっかり農業家になりきっていた。この地方の方言で、農婦が自分を「おれ」と呼ぶことから、黎子の同1932年6月5日の日記にも、一人称に自然と「おれ」を名乗ることが増えたと記されている。
農家での生活は、農民の生活を学習することにも繋がっていた。拷問で負傷してもなお、農民運動や農業の手伝いを続ける黎子の姿に、定輔は、かつて「正義派の御嬢さん」であった黎子が、現在では人間理解を格段に深めたことを感じていた。この黎子の成長の過程が、以下の日記に残されている。
同年7月、寄居移転以降の婦人部作りの活動を整理したことで、前述の『全農埼玉県連婦人部報告書』を長文の詳細かつ具体的な書類として完成させ、県連に提出した。
同1932年夏、定輔が猛暑の中で小作争議を争う内に、負傷を悪化させたため、静養の地を求めて夫妻で定輔の実家へ転居した。しかし1か月が経過しても回復が芳しくなかったため、黎子のみが実家へ移り、郷里に近い湯治場を捜した末、同年10月に福島の土湯温泉に夫妻で転居し、長期療養生活に入った。運動の戦列から離れた夫妻は、土湯温泉での湯治宿の一室で静養し、自炊して生活した。この生活は、農民運動に生涯を捧げていた黎子たちにとって、夫妻として最初で最後の、穏やかで幸福な日々であった。

### 最期
1933年（昭和8年）3月、ようやく定輔が治癒して帰京できた。しかし黎子は体力の消耗により、2月から風邪をこじらせており、粟野の実家で療養した。9月に帰京、10月には埼玉県下の農民運動への復帰を目指し、夫妻で同県北足立郡志木町（後の志木市）に転居した。
志木への転居直後、黎子は体調不良を訴え、高熱を発し、病床の身となった。風邪であろうとの医師の診断にもかかわらず、病状は悪化の一途を辿った。3月に主治医の往診により、肋膜炎と腹膜炎の併発と診断が下され、慎重に治療を要するとのことだった。それまでの過労や栄養失調が祟ったことに加えて、吉見事件での拷問が直接の原因であった。翌1934年3月には、まったく起き上がることができなくなった。同年の春に見舞った同志の証言によれば、黎子は病床の身で尚、他の同志の無事や全農埼玉県連の婦人部の動向を問い、戦線の状況を案じていた。同志の無事や運動の順調さを聞くと、それまで青白かった頬を紅潮させて喜んでいた。
同年8月、志木の家は換気が悪く、夏季の療養に適さなかったため、定輔の実家に移った。しかし回復はもはや不可能と見られ、頻繁に危篤状態に陥った。最期が近づき、手首で脈を計れないほどに衰弱したある日、懸命な看病を続ける定輔が「がんばれ」と力づけ、主治医が「気をしっかり持って」と言ったが、黎子は「まだがんばるんですか?」と微笑み、医師は顔を背けて涙した。1934年9月15日、定輔の実家の一室にて、定輔に看取られつつ、満25歳で死去した。
定輔は黎子の死去に際し、『黎子の遺志は生きている』と題した詩を捧げた。それによれば、ローザ・ルクセンブルクを尊敬し、結婚後も定輔宛ての手紙で「私だって私らしいローザになります」「ローザ・ルクセンブルクのようになりましょう」と述べていた黎子は、絶命から約2分前に昏睡状態から目覚め、瞳を見開いて、両手を固く握りしめながら「ローザ、ローザ、ローザのごとく、強く、やさしく、正しく生きよ」と、最期の時にもローザの名を叫びながら死去したという。

## 没後

### 墓所

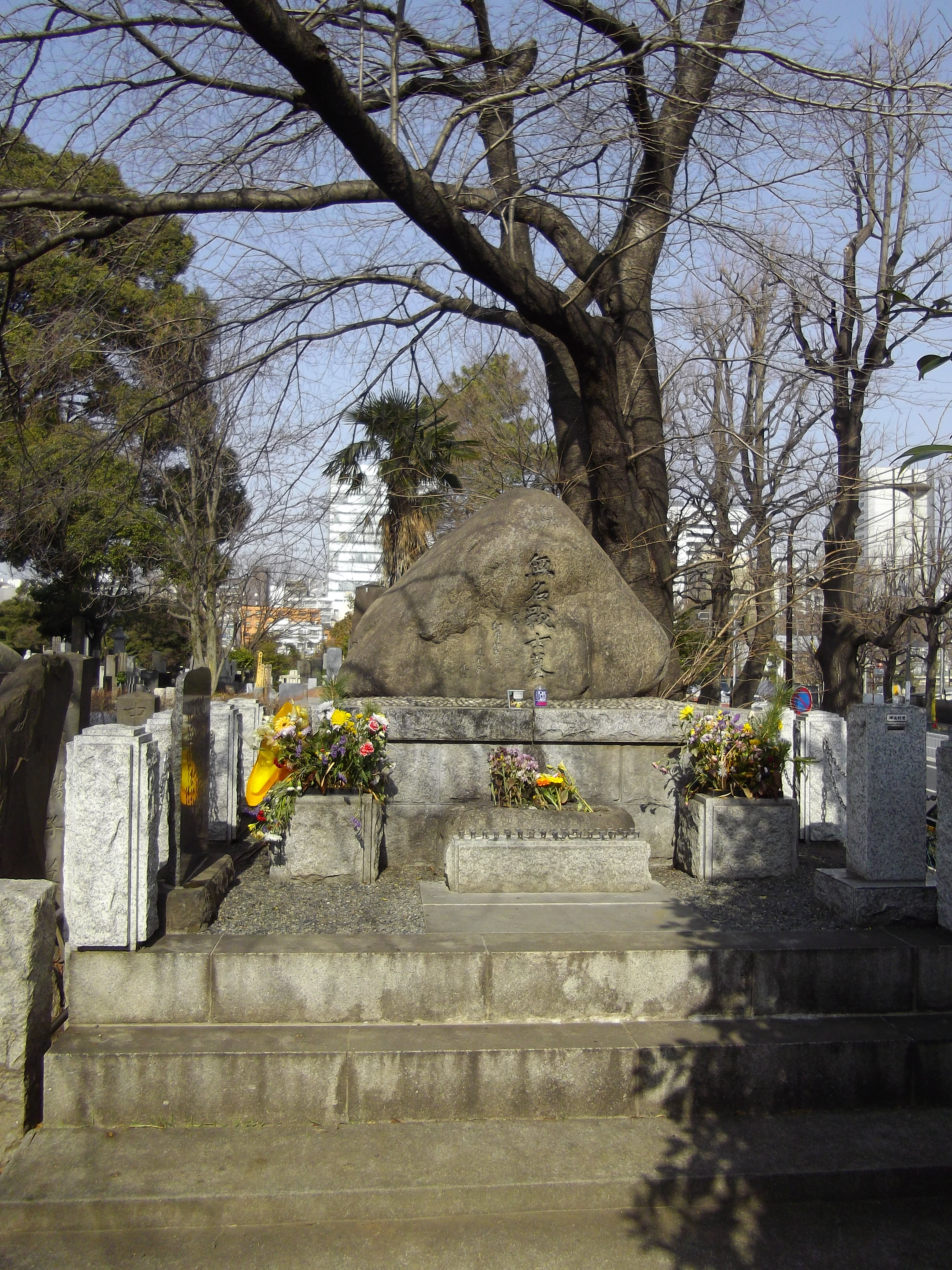
解放運動無名戦士墓

黎子の遺骨は、東京都の青山霊園にある解放運動無名戦士墓と、定輔の実家の菩提寺である密樹山如意輪寺金蔵院（埼玉県富士見市上南畑）に収められた。遺骨と共に、上京時に持参した『婦人論』『ローザ・ルクセンブルクの手紙』『資本論』の一部も棺に入れられた。
南畑の墓には、一周忌にはキンモクセイの苗木が植えられ、後に大木に育ち、黎子を慕う多くの若者が訪れるようになった。七回忌には墓碑が建てられ、定輔により「君の生涯は真実を求めてやまざりし二十六年なりき」と刻まれた。
郷里の粟野村の実家では、父の「家出しても娘には違いない」との言葉により、先祖代々の墓碑に「黎子」の名が戒名と共に刻まれた。母と長姉も黎子の死を嘆き、挽歌を詠んだ。

### 遺稿
黎子が没した直後から、彼女の同志らにより「渋谷黎子君追悼出版委員会」が発足し、遺稿の収集と整理、同志らへの追悼文の依頼などの活動が開始された。先述の川崎大治、小説家の島木健作や徳永直らの協力により、黎子の一周忌にあたる1935年（昭和10年）に、ナウカから遺稿集の出版が企画された。しかし当時の情勢は厳しく、出版目前にナウカが弾圧に遭ったことで出版は叶わず、集められた原稿は官憲の目を逃れるために、南畑の定輔の実家の屋根裏に隠された。
1960年代以降、詩人・評論家の松永伍一により、定輔の実家の倉庫で、埃をかぶった状態の資料の束が発見された。一つは定輔の日記などの資料、もう一つは黎子の遺稿集の原稿類であった。黎子のものの約3分の1は1972年（昭和47年）、新人物往来社の『近代民衆の記録』に収録された。
梅宮博の後、黎子の日記と共に発見された定輔の日記が、1970年（昭和45年）に生活記録集『農民哀史』として刊行されたこと、および1974年（昭和49年）12月に定輔らの提唱で「小作争議50周年記念・南畑の歴史を考える市民のつどい」が開催され、その準備に参加した市民たちの中で黎子研究の機運が高まったことなどが機となり、「渋谷黎子雑誌」の同人グループが結成された。同人のメンバーは、富士見市内の作家、主婦、学生らで、いずれも定輔の活動と黎子の生涯などの研究を通じ、女性の生き方、人間の生き方、歴史、社会とのかかわり合い、農民運動、農業問題など様々なテーマを追求しようとする人々だった。そして『近代民衆の記録』収録も契機となり、当時の東洋大学講師である蒲池紀生らが遺稿をすべて活字化し、1974年12月に『渋谷黎子雑誌』の刊行が開始された。一周忌当時に企画された遺稿集の分載を中心とし、研究資料などが収録されており、蒲池紀生を中心とする約20人の同人により、2年間にわたってほぼ季刊で刊行された。当初は富士見市の約20人の同人による刊行であったが、日本全国各地からの参加者があり、読者は全国に広がった。福島県の郷土史家で福島県立福島中央高等学校の教員でもある梅宮博らも協力に加わった。
全国農民組合埼玉支部の責任者である酒井清吉は、黎子の死去を悼んで、『渋谷黎子雑誌』に追悼文を寄せた。また、黎子の死去の後に誕生した自分の女児には「黎子」と命名して、追悼文の結びで「この子供が成人する頃は、黎子さんの正しい努力と遺志が、この日本にも必ず実現することを固く信じてゐるのです」と述べた。
『渋谷黎子雑誌』により、黎子の純粋な生き方に共感する若い世代が増え、それが原動力となったこと、および多くの協力者により関係資料、調査報告、旧同志からの聞書きなどが加わったことで、『渋谷黎子雑誌』を土台とする形で1978年（昭和53年）、家の光協会より遺稿集『この風の音を聞かないか 愛と闘いの記録』が出版された。追悼出版委員会の発足から44年後、実に約半世紀を経ての出版であった。渋谷定輔も刊行に関与し、後書きも書いた。
なお黎子が生前に執筆した原稿は、大半が官憲によって奪われていた。かろうじて『プチ・ブル婦人の科学的考察 - 窪川・照屋両氏の『戦旗』論文について』『プロレタリアートの道 - インテリゲンチァは如何に生くべきか』『農村婦人運動の理論と実際』など、いずれも百枚前後の原稿が定輔の実家に隠されていたものも、シロアリに食い荒らされ、再現が完全に不可能な状態であった。追悼出版委員会による遺稿出版企画は、これらの原稿に期待するものだったが、それが絶望的と判明したことから、遺稿出版は一度は断念された。しかし、まったく断念するには忍び難いことから、計画が再度練り直され、日記を主にすることに改められた。そうした事情で『この風の音を聞かないか』は、生前の論文などは遺失され、黎子が私的に書いていた日記と手紙が大半を占める構成になっている。1926年に著した詩『悲しき揺籃 蚕期農村の子供のこと』は、黎子の唯一の小品として同書に収録されている。なお『渋谷黎子雑誌』は原本の旧仮名遣いで掲載されているが、本書ではできるだけ多くの読者に読まれるよう、当用漢字を用いた現代仮名遣いの表記に改められている。
定輔は黎子の没後も活動を続け、生前の1975年（昭和50年）には黎子の郷里である福島を訪ね、母校の福島県立梁川高等学校も訪れた。『この風の音を聞かないか』出版後は、この書を直筆のサイン入りで同校に寄贈した。2011年（平成23年）の東日本大震災により、この書は一度は図書室に埋もれたものの、司書により発見され、その後は校長室に保管されている。
定輔の没後の1994年（平成6年）、富士見市の富士見市立中央図書館に「渋谷定輔文庫」が開設され、定輔の資料類と共に、結婚前の黎子と定輔の往復書簡や、遺稿集の原稿などが収蔵された。
1995年（平成7年）、『この風の音を聞かないか』に感銘を受けた東京都稲城市の作曲家・日本大学芸術学部講師である佐藤勝麿が、黎子の詩、および京都市の詩人の安森ソノ子が黎子を思って作詞した「紫蘇を摘む時」をもとに、合唱曲を作曲した。地主の娘に生まれた悩みや葛藤を経て農民運動に飛び込んだ黎子の正直さや正義感を思い描きながら作曲したという。

## 略年譜
- 1909年（明治42年）0歳
  - 6月24日 - 福島県伊達郡粟野村の地主の家に誕生[31]。
- 1916年（大正5年）7歳
  - 4月 - 粟野小学校に入学[31]。
- 1922年（大正11年[注 29]）13歳
  - 4月 - 小学校を卒業し、梁川町立実科高等女学校に入学[31]。
- 1924年（大正13年）15歳
  - 社会主義関連の文献に接し、社会変革の思想を抱く[31]。
- 1926年（大正15年）3月 17歳
  - 梁川町立実科高等女学校を卒業[31]。
- 1927年（昭和2年）9月 18歳
  - 渋谷定輔の講演に感銘を受け、文通を始める[31]。

- 1929年（昭和4年）20歳
  - 9月1日 - 実家を出奔して上京。東京市杉並区阿佐ヶ谷の川崎大治の家に身を寄せる[52]。
  - 10月 - 平凡社に就職[52]。
  - 11月 - 東京市外野方町の池田種生の家に転居[52]。
  - 12月 - 埼玉県浦和常磐町に全農埼玉県連事務所を開設[52]。

- 1930年（昭和5年）21歳
  - 1月1日 - 渋谷定輔と結婚[52]。
  - 6月 - 全農埼玉県連の婦人部長に就任[52]。
  - 9月23日 - 定輔の負傷の治療のため、南畑村の定輔の実家に転居[85]。
- 1931年（昭和6年）22歳
  - 2月25日 - 全農埼玉県連婦人部長を辞任[52]。
  - 4月 - 熊谷に転居し、西田産婆学校に入学[52]。
  - 8月 - 一時的に東京に移り、洗足の甥の家や大崎の定輔のアジトなどで生活[101]。
  - 10月 - 御茶ノ水の水原産婆学校で産婆の資格を取得[101]。埼玉県大里郡寄居町に転居し、農民運動を再開[17]。
- 1932年（昭和7年）23歳
  - 2月 - 吉見事件が勃発。埼玉県警により逮捕され、拷問に遭う[52]。
  - 8月17日 - 定輔の療養のため、定輔の実家へ転居[17]。
  - 10月 - 同じく療養のため、土湯温泉に転居[17]。

- 1933年（昭和8年）24歳
  - 10月 - 農民運動復帰をめざし、志木町へ転居[17]。
  - 12月 - 肋膜炎と腹膜炎の併発により、病床の身となる[17]。

- 1934年（昭和9年）25歳
  - 8月 - 療養のため、定輔の実家へ転居[17]。
  - 9月16日 - 満25歳で死去[17]。
  - 11月 - 遺稿集出版のため「渋谷黎子君追悼出版委員会」が発足[118]。後に出版社であるナウカの弾圧により、出版中止[116]。

- 1974年（昭和49年）没後
  - 12月 - 遺稿を中心とした雑誌『渋谷黎子雑誌』の刊行開始[123]。
- 1976年（昭和51年）
  - 9月 - 『渋谷黎子雑誌』の刊行終了[118]。
- 1978年（昭和53年）
  - 1月24日 - 遺稿集『この風の音を聞かないか - 愛と闘いの記録』出版[136]。
- 1994年（平成5年）
  - 富士見市立中央図書館に「渋谷定輔文庫」が開設され、定輔の資料類と共に、結婚前の黎子と定輔の往復書簡や、遺稿集の原稿などが収蔵される[131]。
- 1995年（平成7年）
  - 6月 - 『この風の音を聞かないか』をもとにした合唱曲が作曲される[134]。

## 人物
小学校時代より優秀な学業を修めており、級長も務めた。毎年3月の終業式ではいつも優等生の総代として選ばれており、級友たちの羨望の的となっていた。尋常小学校6年のとき、成績優秀で伊達郡長より優等賞を受賞した。読書家でもあり、詩集などを好んで読んだ。「作文の大家」と仇名されるほどの文章力の持主でもあった。女学校時代には、田舎には珍しい進歩的な思想の持ち主だったと、元同級生が証言している。
黎子は富裕な家庭での生活や放蕩者の父の存在により社会主義に傾倒したと見られているが、先述の梅宮博は、家庭や父はあくまで副次的な要因に過ぎず、黎子の社会主義者としての成長と実践は、彼女自身の研鑚と鋭い感受性によるものと指摘している。
黎子が女学生時代にマルクス主義に傾倒したことについては、当時の社会情勢下でマルクス主義となることは、特別の勇気、優れた知性、正義感など、常人の持つものとは違ったものが要求されており、ごく選ばれた人間のみがそうした活動の世界に入ることができたとして、梅宮は黎子を、そのような資質を備えた希有な人材であったとも述べている。家族を嫌悪しながらも、母や姉への想いから家を出ることができずにいたことも、人間としての優れた資質を持つ証だとする意見もある。
先述の通り黎子の家族は、両親と五男五女であり、ほとんどが中等学校以上の教育を受けていた。しかし年齢もさほど違わない兄・姉や弟たちは、小作人たちの貧窮には可哀想と思いこそすれ、それ以上の行動は起こすことはなかった。黎子の社会主義思想に共鳴することもなく、むしろ彼女の言動を嫌悪していた節もある。そのことから梅宮は、例外的に社会運動に身を投じた黎子を、感受性の強い、妥協を許し難い潔癖な人間、類稀なヒューマニズムの持ち主としている。
女学校時代の同級生も、黎子が本間清と社会主義の本を読んでいたことは知っていたものの、あまりの難解さにその話題について行く気が起こらなかったことを語っており、女学校でも社会主義思想を抱く者が他にいなかったことが示されている。
学生時代の黎子は、友人の証言によれば、音楽の授業中にあまりに美しい音楽を聞いたことで「この気分を書きたい」といって急いで帰宅したといい、ある日の日記には、夜の自宅で眺めた月の美しさに「お月さん! お月さん」と叫んだとある。こうした行動から、黎子の繊細な感受性が読み取れると見る向きもある。
先述の詩『悲しき揺籃 蚕期農村の子供のこと』について、評論家の新藤謙は、黎子に社会的な正義感と優しさを見ている。この頃、黎子は夕暮れになると密かに自邸を抜け出し、日没後もなお働き続ける人々、帰らぬ父母を恋しがる子供たちを見て、心を痛めていたという。
もっとも、当時の繁忙期の養蚕業者の多忙さは人間の限界を超えており、1日に20時間も働くことは珍しくなく、とても子供の着物の袖など縫う暇はなかった。そのことから、この詩を貧農の実際の生活を知らないことによる、豪農の娘の独善や感情だとする批判的な見方も存在する。そうした批判に対しても新藤は、後の黎子の社会主義への傾倒、農民運動への挺身などをもって、黎子の感情が単なる独善や感傷ではなかったと指摘している。
1929年2月5日の日記では、家で女中たちが去った後に家族たちが家事に苦労していたことを「女中さん無しには生活なし得ない私たちの階級は、社会的にその存在はゼロだ」と述べられており、これは前述のような自分たち富裕層と労働層の比較に加えて、女性労働者の劣悪さの自覚を通して、女性の位置の客観的な自覚に繋がるものと見られている。
一方で、社会主義の勉強を続けてきたとはいえ、財産家の生まれであるために、やはり実社会の知識は疎かった。縁談を通じて経済的な話題に触れた際には、実社会への恐怖感を抱くこともあった。上京の希望を抱きながらも実行に踏み切れなかったことは、これが一因でもあった。
この実社会の知識不足のため、上京当初、黎子と定輔の出身階級の違いによる感覚の違いは否定しがたかった。たとえば上京当日、黎子は上野公園の花屋で定輔に鉢植えをねだり、以下の会話を交わした。
黎子は労働で金を稼いだ経験が無いため、大人なら誰でも金を持っていると思い込んでおり、金はどこかから流れてくるもの、くらいの観念しかなかったのである。このような行き違いは頻繁にあったという。定輔もまたこの黎子の言葉に、当時の職業婦人とあまりに感覚が違うことに驚き、黎子のこれからの生活を不安がったという。
しかしながら黎子は、自分の無知を定輔に「変だ」と指摘され、「私って変ね」と、自分が世間知らずのお嬢様であることを素直に認めており、こうした素直な性格は黎子の武器ともいえた。幼少時の性格も、勉学を離れれば、休日に近所の友だちを集めて学校遊びをしたり、遠足をしたり、母から時折り説教を喰らうほどの陽気なお転婆娘であったこともあり、後の貧窮生活や農民闘争においても明るい笑顔を忘れない強さは、その天性の陽気な性格に起因するものとも見られている。
黎子が富裕層から思想と苦悩の末に社会運動へ挺身する過程は、生前に書いていた日記から読み取ることができるが、この日記は結婚と同年の4月に定輔から「非合法下で記録を残すことは危険であり、日記を書くべきではない」と鋭い注意を受けている。
黎子は社会運動を志す最中の自分にとって、日記は成長のために必要なものだと述べているが、実際には当時の生活の不安と焦燥から、動揺する自分を支えようとするため、また後述するような家族への恋しさといった個人的な感情を抑えるために書き続けていたとも考えられている。結果的に黎子は、死ぬ直前まで日記を書き続けることとなった。もっとも定輔の進言もあり、1930年以降の日記の量は減っており、特に社会運動に関する直接的な記述は少なくなっている。そのために遺稿集『この風の音を聞かないか』の内容は、結婚以前の日記や手紙と、その後に若干発見されたものが中心となっている。
この日記、および後述する定輔への手紙にも見える「プチブル」とはプチ・ブルジョワ（小ブルジョア）のことである。当時のマルクス主義者において、プチブルはマイナス評価というより、むしろ最大の恥辱と考えられていた。そのために黎子はプチブル出身の自分に対して一種の強迫観念があり、必要以上の罪悪感に繋がり、プチブルを克服することを至上の課題としていたとも考えられている。
渋谷定輔が黎子へ捧げた言葉について、新藤謙は、先述の「黎子の遺志は生きている」から「コンミュニズムの真理に生きんがために あらゆる障害を踏み越えて 農民運動の中に新しき人生を、世界を見出したのであった」の一節を引用し、この言葉に黎子のすべてが言い尽くされているとしている。また墓碑の「君の生涯は真実を求めてやまざりし二十六年なりき」も、黎子の生涯を語る言葉として、これ以外のものはあり得ないとしている。
また定輔は、ローザ・ルクセンブルクが機関紙『ローテ・ファーネ』に宛てた手紙を黎子に捧げており、新藤はこのローザの心情もまた黎子のものとしている。

### 家族観
先述の通り、黎子は幼少時より放蕩三昧の父を嫌悪していた。女学校在学中より、貧農な小作人たちと富裕な自分たちの環境との比較により、父の嫌悪、家への不満は顕著となった。
女学校卒業後に数々の縁談を受けていた時期、当時の結婚話はいずれも財産や家柄を主眼とし、経済関係に根差したものであったことから、自分がその対象となることを悲惨に感じていた。後の日記で黎子は「結婚! 結婚! 結婚とは何か? 馬鹿! 最後の自由までも束縛される女性の牢獄ではないか?」｢自分は恋愛など、空虚な、精神的浪費としか思えない。真実の恋愛など、そうざらにあるものではない」と結婚観を語り、結婚する友人たちを奴隷化と呼んで「次々と奴隷になって行く友人達が、むしろ気の毒に思われてならない」とも綴っている。
渋谷定輔に出逢い、社会運動を志した後は、苦痛を感じる家庭に縛り続けられることで、鬱憤は募る一方だった。酒色にふける父、無言の内にその父に従順する家族たちという、家庭崩壊にも等しい状態の家族に、苦悩の日々を送り続けた。
このように家を嫌悪する一方で、肉親への愛情も抱いていた。1928年（昭和3年）7月28日に定輔に宛てた手紙では「一昨日も、雑誌の事で、検事から調べられて来ました」とあり、母に心配を抱かせることの苦痛を吐露していた。上京を希望した後も、肉親への愛情を断ちがたいことに苦悩していた。
また先述の通り出奔した姉の事情もあり、娘を2人も失う悲しみを母に与えたくないという娘心もあった。先述の親友である本間清も、筆名「杉本信子」名義で以下の追悼文を寄せている。
1929年前半の日記には、酒色に溺れる父への嫌悪、家に対する嫌悪、思想と実際の生活とが一致しないことでの苦悩、空虚感や焦燥感が強く吐露されている。特に7月26日の日記には、自分が家族に誘われて浪費したことが書かれており、最高潮に達した葛藤、無価値な生活に対する失望が読み取れる。
同年9月に出奔して上京後、同年12月、黎子は家出から自己試練の3か月間を経たとして、初めての実家への手紙を送っている。
1930年1月に結婚後、同月に、実家の妹から結婚祝いに着物が贈られた。これに対して黎子から妹へ送られた以下の手紙は、農民運動への挺身にあたり、肉親への甘えや依頼心を断ち切る意志の現れと見られている。
とは言え実家から離れて暮せば、ある程度の愛情や懐かしさはあったと見え、1930年5月には両親に『大衆文学全集』を、妹には『世界プロレタリア傑作選集』を贈っている。また同年4月、妹からの手紙で実家の母が病気を患ったと知り、母宛ての見舞いとして80銭の菓子を贈っている。もっとも、これは定輔が当時、オルグで家を空けることが多く、その寂しさが母恋しさに繋がったものとも見られている。そうした寂しさ、実家への恋しさの戒めや、人間として持って当然の感情を敢えて押し殺そうとしている記述も、当時の日記に見える。
1931年初夏、黎子は定輔宛ての手紙で「私はもう実家にどのような事が起っても、一切手紙も出さず、『親のためにはただ一度の念仏をも申さず候』とか言った親鸞の言葉をかみしめることにしました」と記し、実家との決別の意志を表明した。また翌1932年の吉見事件直後の頃、黎子が粟野村の実家について綴った日記には、実家を出奔してからの生活を決して後悔していないこと、出奔後の生活が一つの救いになっていたことが現れている。
しかしながら先述通り、同1932年夏には定輔の負傷の治療のために黎子の実家へ転居しており、定輔の治癒後も自身の療養のために、実家に滞在した。訣別の意志を明らかにしながらも、傷病には勝てなかったのである。

### 渋谷定輔との関係
黎子が定輔と知り合う前、先述の詩『悲しき揺籃 蚕期農村の子供のこと』において、農民たちの苦しみを著していた頃、定輔もまた1926年5月に、黎子のもとから数百キロメートル離れた南畑村において、養蚕労働の過酷さを日記に綴っていたことが『農民哀史』に記録されている。このことから、定輔と黎子は、互いを知る由もない時期から、奇しくも全く同時期に、農民たちに対して同じ思いを抱いていたことになる。日本の産業革命に伴って農村が資本主義に浸食され、プロレタリア文学においても農民文学がピークとなり、新潟県で木崎村の小作争議の資金援助のために『農民小説集』（新潮社）が出版されたほどの時代であった。
また同じく『農民哀史』においては定輔は、黎子との文通を始める前年の1926年の3月から6月にかけ、自身の女性観を「世界のどこかに、おれと同じようなことを相思する女性がいるに違いない。それは思想の川につながっているに相違ない! 思想の川をのぼって行こう。激流は覚悟している!」「人類的に意義のある農業労働生活を、真に理解し共働する女性の友」「私は社会生活の基礎が、衣食住の安定と男女の調和であると考える」と考えていたことが記録されている。このことで桜の聖母短期大学教授の二瓶由美子は定輔を、黎子の出逢うことのできた良きパートナーだとしている。
黎子と定輔が1927年末頃より文通していた頃、黎子は農民運動を志しながらも、自分の思想がまだ初歩的であることを自覚していた。そんな彼女にとって定輔は、遠慮なく厳正に批判してくれる指導者であった。他にも運動家の青年たちはいたが、黎子にしてみれば、彼らは主義や説を武器とする暴君に過ぎなかった。貧農出身で飢餓から階級闘争に入った定輔を、彼らと比べてずっと真面目で実践的な人物であり、そうした清純な人格こそが、当時の無産運動に必要と考えていた。
定輔もまた、社会主義へと傾倒する黎子に、出身階級こそ違えど自分と共通する境遇を感じていた。また、マルクス主義に足を踏み入れながらも自身を初歩的と語る黎子に、謙虚な人間性、素直な性格を感じ取っていた。
1928年9月6日に「訣別する旧同志への書簡」への返信として送られた手紙には、黎子が定輔を他の思想家たちと激しく区別していたことが強く表れている。
これら黎子からの手紙に対する定輔からの返信は、『この風の音を聞かないか』には見られないが、定輔の没後、富士見市に寄贈されていた約4万点の定輔の遺品や資料類の中から、定輔すら行方を失念していた黎子との往復書簡の束が発見された。それによれば、定輔はまだ黎子に逢う以前から「僕の頬は熱く赤い、僕はこの実状を表現すべき文字を知らない」「グングンとあなたの魂に引き込まれて行くような気がしてならぬ」など、熱い想いが述べられている。
結婚直前の1929年12月には、黎子は姉宛ての手紙で、定輔のことを以下のように紹介している。
黎子にとって定輔は、師であると同時に、結婚宣言にもあるように、対等な運動家としての関係性を重んずる存在でもあった。以下の声明文の一文は、当時の共産主義者たちが、共鳴者の女性を利用して犠牲を強いることが問題視されていたことから、思想と運動と生活とを一体化し、対等な運動家としての姿を実現しようとしていたものと見られている。このことから定輔と黎子を、性別を超えた同志的関係とし、互いの自立と支え合いの姿を見出すことができるとの意見もある。
結婚後から埼玉県内の農民運動の身を投じるまでは、定輔が各地の農民運動のために長期にわたって家を空けると、黎子は不安がり、彼が検挙されたのではと不安に陥ることも多かった。疲労、孤独感、気弱さから、捨てたはずの故郷や母を思い出して悲しみに暮れることもあった。そのような精神状態を見透かしたかのように、定輔は必ずといってよいほど電報や手紙で連絡し、その都度、黎子は元気を取り戻していたという。
先述の通り上野公園での会話の行き違いや、日記を書くことを注意されたように、夫妻の間では意見の対立や感情の食い違いは、到るところで現れたと見られている。しかし黎子は、疑問があれば納得のいくまで定輔に説明を求め、その努力に定輔もまた教えられるところがあった。こうして夫妻は、共に成長していったと考えられている。この点については黎子らの同志である農民運動家の山本弥作も、後に以下のように回想している。
1931年より定輔が負傷をおして農民活動に入った頃の黎子の日記には「私は彼をこのように尊敬出来ることはとてもうれしいことだ。結婚したものにとって、相手を尊敬し愛し切れないことは、非常な不満であろう」とあり、かつて福島の実家で縁談を断り続けてきた黎子にとっては、夫である定輔を信頼し、敬愛し、共通の目標に向かって邁進できることは、大変な幸福感であり、何物にも代えがたかったと見られている。また山崎朋子は、定輔が頭を負傷した際に黎子が定輔の身を案じて書いた手紙を指して、「古今のどのようなラブ=レターにも優っている」と述べている。
黎子の死後、定輔は、黎子の直接の死因は弾圧であるが、同志であり夫である自分に責任があると、罪の意識にも似た感情を拭いきれなかったが、同志の1人である福島県高商社会科学研究会の服部ナホから黎子のことを「思想的にも行動の上でも、自分の思ったことをやり抜いて亡くなったんだから、女として幸せだった」と聞かされ、このことが生きる支えになったという。

### 思想
黎子は社会主義に傾倒し、マルクス主義の理論を信じて実践に移したとされるが、心理学者の伊藤良子は、こうした黎子の思想を昭和後期から平成期にかけての政治的党派性の観点で見ることは、正しく無いと考えている。ファシズムが台頭する明治時代後期から昭和時代前期にかけては、マルクス主義はすべての人間が咲き揃うことの可能な社会を目指した、人間解放としての意義を担っており、黎子もまたそうした思想に理想を託して実践運動に挺身していたと、伊藤は述べている。
また、当時の日本において、マルクス主義は、日本の国家権力から離れた視点から日本国家全体を見据え、それを批判する役割を担っていたため、当時に新しく生まれ育った人々にとって、そうした役割を担う思想運動は魅力的に映ったことは当然であり、黎子もそうした魅力に惹かれたものとも考えられている。

## 時代背景
黎子の郷里である粟野村は、1926年時点で農家の戸数が306戸であり、中心的な産業は養蚕業であった。また粟野村一帯は、江戸時代中期以降は養蚕と蚕種製造の繁栄によって、明治期には蚕種製造家が100戸を超えたが、昭和初期には同業間での淘汰や吸収を経て、蚕種製造家は34戸にまで激減していた。これらの結果として、村の農業収入の半分が34戸の蚕種製造家のもとに入り、もう半分を300戸の農家で分け合う状態になっていた。
これにより粟野の経済は、少数の蚕種製造家や大地主を頂点とし、大多数の貧農や日雇い層を底辺とするピラミッド状の構造となった。これは半封建的地主制度下ともいえる当時の日本の典型であり、学生時代の黎子に大きな影響を与える結果となっていた。
また東北地方は、1913年に大量の降雨により凶作に見舞われ、これが民衆の生活に打撃を与えていた。凶作の主原因はイネの発育不良だが、本来イネは温暖地の作物であり、これを東北のような寒冷地で栽培しようにも、当時は品種改良技術や肥料、農薬の進歩が未発達であり、凶作に対する術は少なかった。
加えて大正末期から昭和初期にかけては、日本は深刻な不景気と恐慌の最中にあり、小作人たちが苦しみに喘ぐ時代でもあった。特に北海道や東北地方は凶作もあって、一家の夜逃げ、身売り、親子心中まで起きていた。借金や小作料の取り立ては厳しさを増し、貧農は劣悪な生活に苦しみ、男子同様に女子も労働に酷使され、収入が足りなければ疲労した体でなお副業や日雇いなどに駆り出されていた。そうした時代にあって、黎子が実家の裕福な境遇と農民たちの苦しみという社会的矛盾を見出すことは必然だったと見る向きもある。

## 評価

### 遺稿集
遺稿集『この風の音を聞かないか 愛と闘いの記録』出版時は、朝日新聞紙上で「昭和初期の政治的弾圧と、家族制度の重圧に抗して、農民解放を目ざす命がけの闘いの中で、鮮烈な愛を貫いた一人の無名な女性の内面の告白」「歴史的にも貴重な、『愛の書』ともいえる記録」と報じられた。
埼玉新聞でも「民衆側の貴重な記録としても位置づけられ、昭和初期の時代の解明に新しい展開を投げかける」と報じられた。図書新聞においては、当時の運動家たちは過酷な弾圧のもとでほとんど記録を残すことができなかったことから、本書は貴重な証言とされた。
先述の伊藤良子は、昭和初期の困難な時代を、強い信頼で結ばれた夫妻の真摯な姿が本書に描かれているとして、愛の不毛がしばしば指摘される戦後の時代において「若者への限りない激励と教訓」としている。また女学校時代から文章力に長けると言われていた通り、遺稿集にもその文才ぶりが感じられ、文学者たちと同列とする声もある。
松永伍一や蒲池紀生は、本書の刊行にあたり、黎子の生き様を以下のように評価している。
女性史研究家の山崎朋子は、本書に収録されている黎子の日記での描写により、黎子が富裕な生活を捨てて貧窮に喘ぐ農民たちを救済しようとした優しさ、そのために家族たちを説得して理解に努めようとしたことを高く評価している。
文芸評論家の馬場あき子は、本書で郷里の粟野村、定輔の実家の南畑村の自然の風景が多く描写されていることに触れ、それを通じて黎子の人間的な魅力を評価している。

### 農民運動・婦人運動
新藤謙は、黎子が全農支部の中に婦人部を作り、日本の各地域の活動記録を綿密にまとめ上げたことを、農民運動家としての黎子の業績に挙げている。一例として、1931年12月の宗岡村の小作争議での記録に添えられている「昭和6年度田小作反歩収支計算書」は、後の平成期においても価値の高い資料とされている。また、弁護士の布施辰治を招待しての農村問題演説会の開催、物品共同購入の世話役などの活動も行っており、組織者としても力量のあることが示されている。埼玉県の発行による『新編埼玉県史』においても、埼玉での農民組合婦人部の結成が比較的進展したことは、黎子が座談会や小集会などの機会に農民婦人の間に入り、婦人部の組織化を進めたことの大きい、と評価されている。
先述の奥むめおは、黎子が全農埼玉県連の婦人部長としての活躍を「後進の婦人に、大きな感銘を與えるに足るのである」と回想している。なお黎子は奥に、富裕層の生まれであることを告げておらず、奥は黎子の新聞の追悼記事で初めて彼女の素性を知ったという。
1931年に熊谷に滞在していた際には、同志の1人から以下の評価を受けており、上京当時に定輔から不安がられるほど実生活の知識に疎かった黎子が、闘士の1人として成長していたことが窺える。
1932年の『全農埼玉県連婦人部報告書』では、農村婦人の既婚者と未婚者に大きな違いがあることを説き、女子青年団に対する不満、人身売買、強制結婚、衣服、小遣い銭などが未婚婦人にとって大きな問題であることが具体的に掘り下げられていた。また、各地で開催される集会を、形式に流されることなく、あくまで地味に、且つ、婦人たちが楽しく集まることのできる座談会になるよう配慮することで、日常生活の中で生じる不平不満や要求などを、参加者が気兼ねなく話した上で、参加者全員がその解決方法について話し合う、といった進め方がなされていた。講師や指導者の役割を、その全員での話し合いを整理してまとめ、全員が納得のいくように正しい方法に結論付けることとされていた。このことで黎子は、農村の女性たちの潜在的な力を引き出し、組織作りのためにそれをどう結び付けていけば良いかを、常に念頭に置いていたとする評価もある。
黎子の死去時、東京日日新聞の9月18日付の紙上で、「淋しく逝った……黎子さん」と題し、「夫定輔氏の運動を助け内助の生活戦線に戦った女史の一生は茨の道ではあったが、若き婦人の一縷の暗示を遺した」と報じられた。
歴史学者である安田常雄は、黎子が農民運動において、女性たちのために産婆の資格を取ったように、農村の女性たちの間に入り、親身になってその悩みを聞き、その組織化に努力したことを特筆に値することと評価している。これについては社会運動家の田島貞衛も、黎子が農民たちの間に活動していたことについて、黎子の没後に先述の『渋谷黎子雑誌』で、以下の通り述べている。
また田島貞衛は同じく『渋谷黎子雑誌』において、黎子らの同志としての立場から、浦和在住時の定輔と黎子による同志たちの指導を、以下のように回想している。
黎子の生き様については、先述の新藤謙は「その真摯な生き方は、今日のわたしどもに多くの教訓と、力強い励ましを与える」と述べ、ほぼ同時期に新時代を開拓した福島出身の女性として、三瓶孝子と黎子の名を挙げている。満25歳で早逝したことを惜しみ、戦後まで存命であれば日本のリーダーとなっていたであろうとの声もある。
一方で、先述の山本弥作は、定輔や黎子の同志でありながら、農民運動家としての黎子は未熟であったとも批判している。
この点については黎子自身、1931年12月に著した「農村勤労青年婦人組織について」の中で以下の通り述べており、農民運動に足を踏み入れてまだ日の浅い彼女にとって、農村女性の組織化の課題は大変な難題であったことが示唆されている。
先述の梅宮博も、マルクス主義者として黎子と定輔を比較した場合、理論的な面と実践的な面の双方において、黎子は定輔にはるかに及ばなかったと述べており、だからこそ黎子は定輔を師として強く信頼していたと推測している。
なお、郷里である福島県ですら黎子の知名度は低く、「無名」「知る人が少ない」「あまり知られていない」としている資料も多い。これは、その生涯の短さもさることながら、黎子が農民運動に身を投じてから死去するまでの1920年代から1930年代という時代が、治安維持法の存在、および東北地方の農村の保守的な性格もあって、その生涯が伝承されることもなく、敬愛されるには至らなかったと指摘されている。作家の杉山武子は、ほぼ同時期に活動した女性として高群逸枝と黎子を比較し、以下の通り述べている。